# Dactyloceras maculata
Dactyloceras maculata är en fjärilsart som beskrevs av Conte. 1911. Dactyloceras maculata ingår i släktet Dactyloceras och familjen Brahmaeidae. Inga underarter finns listade i Catalogue of Life.